# Касл (Оклахома)
Касл (енгл. Castle) град је у америчкој савезној држави Оклахома.

## Демографија
По попису из 2010. године број становника је 106, што је 16 (-13,1%) становника мање него 2000. године.
| Група             | 2000.      | 2010.      |
| Белци             | 94 (77,0%) | 70 (66,0%) |
| Афроамериканци    | 2 (1,6%)   | 5 (4,7%)   |
| Азијати           | 0 (0,0%)   | 3 (2,8%)   |
| Хиспаноамериканци | 1 (0,8%)   | 8 (7,5%)   |
| Укупно            | 122        | 106        |